# Isolda pulchella
Isolda pulchella är en ringmaskart som beskrevs av Müller in Grube 1858. Isolda pulchella ingår i släktet Isolda och familjen Ampharetidae. Inga underarter finns listade i Catalogue of Life.